# استیون ای. آدلسون
استیون ای. آدلسون (انگلیسی: Steven A. Adelson) کارگردان فیلم، کارگردان تلویزیونی و فیلم‌بردار اهل ایالات متحده آمریکا است. وی دانش‌آموختهٔ دانشگاه سیراکیوس است و از سال ۲۰۰۸ میلادی تاکنون مشغول فعالیت بوده‌است.

## گزیدهٔ آثار

### کارگردان
- سایرن
- دودمان
- ریوردیل
- ماوراء
- اسکورپیون
- نیکیتا
- پناهگاه
- انسان‌های فردا
- منحنی
- باغ‌وحش
- فهرست سیاه
- فوبار

### فیلم‌بردار
- جیرینگ جیرینگ ادامه‌دار
- بی‌خوابی
- بتمن آغاز می‌کند